# Sparaxis auriculata
Sparaxis auriculata är en irisväxtart som beskrevs av Peter Goldblatt och John Charles Manning. Sparaxis auriculata ingår i släktet Sparaxis och familjen irisväxter. Inga underarter finns listade i Catalogue of Life.